# Книфер, Юлие
Юлие Книфер (хорв. Julije Knifer, 23 апреля 1924; Осиек — 7 декабря 2004; Париж) — хорватский абстрактный художник, член-основатель хорватского художественного движения Группа Горгона.
Центральным мотивом в творчестве Книфера служит исследование меандра, геометрической формы, которую он воспроизводил с 1960 года с помощью различных живописных техник, в том числе с использованием масла, акриловой краски, коллажей и муралов. Примером чего является колоссальный Меандр, созданный Книфером на холсте 20 на 30 метров в карьере в Тюбингене (Германия) в 1975 году.
Юлие Книфер также был одним из основателей художественной группы Горгона, членами которой с 1959 по 1966 год были Миленко Хорват, Иван Кожарич, Мариян Евшовар, Димитрий Башичевич (который работал под псевдонимом Мангелос), Матко Мештрович, Радослав Путар, Джуро Седер и Иосип Ваништа. В 1961 году он участвовал в первой выставке «Новые тенденции» в Загребе. Книфер выставлялся на множестве национальных и международных площадках, включая выставки «Новые тенденции» (1961, 1963, 1969 и 1973), «Международное конструктивное абстрактное искусство» (фр. Art Abstrait Constructif International) в Галерее Дениз Рене (Париж, 1961—1962), «Конструктивисты» (нем. Konstruktivisten) в Городском музее Леверкузена (1962), «За пределами неофициального» (итал. Oltre l'informale) (Сан-Марино, 1963), на Венецианской биеннале (1976 и 2001), на Художественной биеннале в Сан-Паулу (в 1973 году с Юраем Добровичем и Венцеславом Рихтером, а также в 1979 и 1981 годах). Юлие Книфер сотрудничал с Галереей Дани Келлер в Мюнхене, Галереей Гофмана во Фридберге и Галереей Франка Эльбаца в Париже. Это способствовало увеличению количества его работ в частных и музейных коллекциях, которые в настоящее время хранятся во многих известных учреждениях по всему миру, включая Центр Жоржа Помпиду в Париже.
В 1994 году Книфер переехал в Париж, где прожил до самой своей смерти. Его первая посмертная выставка была организована Арнольдом Пьером в Галерее Франка Эльбаца в Париже в 2010 году. В 2002 году Книфер стал лауреатом премии Владимира Назора за значительные жизненные достижения.
В 2016 году картина Книфера «PLS 69» (1969) была продана на аукционе в Вене за 137 000 евро, что в то время было самой высокой ценой, когда-либо заплаченной за произведение хорватского художника, относящегося к современному искусству.